# Captain Crunch
Captain Crunch – pseudonim znanego amerykańskiego phreakera, Johna T Drapera, urodzonego w 1944.
Inne używane pseudonimy to Crunch i Crunchman.
Często powtarzania legenda głosi, iż Draper łączył się z siecią telefoniczną, emitując sygnał dźwiękowy 2600 Hz za pomocą gwizdka znalezionego w pudełku płatków owsianych marki Captain Crunch – stąd jego przezwisko.
Draper był jedną z pierwszych osób, które używały blue-boxa do łączenia się z centralami telefonicznymi i do uruchamiania ich ukrytych funkcji.
Draper stwierdził, że firma telefoniczna to nic innego jak wielki komputer (w wywiadzie z Ronem Rosenbaumem dla czasopisma Esquire). Jego pasją było odkrywanie (i przełamywanie) zabezpieczeń tego systemu.

## Phreaking
Jako Captain Crunch, Draper odkrył i wykorzystał luki w zabezpieczeniach linii telefonicznych AT&T za co spotkało go wyróżnienie w postaci szeroko komentowanego wywiadu w czasopiśmie Esquire oraz aresztowanie pod zarzutem oszustwa telekomunikacyjnego („toll fraud”) i skazania na siedem lat ograniczenia wolności w zawieszeniu.

## Programowanie i elektronika
Jako współpracownik i przyjaciel Steve’a Wozniaka i Steve’a Jobsa Draper brał udział w projektowaniu jednego z ich pierwszych komputerów, Apple II (stworzył podzespoły modemu).
W 1979 roku napisał pierwszy procesor tekstu na Apple II: EasyWriter. Część pracy nad tym programem miała miejsce w więzieniu, gdzie Draper odsiadywał kolejny już wyrok (polegający na spędzeniu nocy w zakładzie karnym – w dzień Draper był wolny).
W latach 80. Draper m.in. pracował dla firmy Autodesk oraz uczył programowania na platformie Macintosh.
Obecnie jest twórcą komputerowych zabezpieczeń programowych oraz dyrektorem technicznym firmy En2go.

## Legendy i kultura masowa
Postać Drapera zainspirowała wiele trudnych do sprawdzenia legend, odnoszących się do jego skuteczności jako phreakera.
Na podstawie jego życiorysu powstały elementy filmów fabularnych takich jak Sneakers lub Pirates of the Silicon Valley.
Dla niektórych Captain Crunch pozostaje głównie legendarną ikoną technologicznej kontrkultury.